# Леонард Марцін Свейковський
Леонард Марцін Свейковський (пол. Leonard Marcin Świejkowski; бл. 1750 — 21 січня 1793, с. Колодне, нині Збаразького району, Україна) — польський шляхтич, військовик, урядник Речі Посполитої. Представник шляхетської родини Свейковських гербу Тшаска.

## Життєпис
Народився близько 1750 року. Батько — Мацей Свейковський, матір — дружина батька Зофія Омецінська (пол. Zofia Omiecińska).
Прихильник конфедерації князів Чорторийських. Посол конвокаційного сейму від Брацлавського воєводства 1764 року. Кавалер орденів святого Станіслава (1781), Білого Орла (1784).
Посади (уряди): вінницький стольник (з 1764), брацлавський підсудок (з 1766) і суддя (з 1772), каштелян Кам'янця-Подільського (1782—1790), маршалок Коронного трибуналу (1782—1783), подільський воєвода (в 1790—1793 роках, останній за ліком); вінницький  староста.
Дідич Курилівців, які купив у Юзефа Дуніна Головінського, акт оформили у Варшаві 12 квітня 1782; Шпикова, фундатор Шпиківського замку-палацу. У дідичному селі Колодне, нині Збаразького району в 1782—1783 роках його коштом в основному збудували мурований костел святих Мартина і Єлизавети, який завершили вже при синові фундатора Адамові у 1801 році.
Помер 21 січня 1793 року в Колодному, був похований у костелі у цьому селі на Поділлі.

### Сім'я
Дружина — Юстина Йоанна Орловська з Орлова (пол. Justyna Joanna Orłowska z Orłowa) гербу Любич. Діти:
- Людвіка
- Бальбіна

Друга дружина — Ізабелла Карвицька-Дунін гербу Лабендзь, донька коронного регента, завихостського каштеляна, дідича Мізоча, Будеража Юзефа Каєтана Карвицького-Дуніна (?—1784), який з 1775 року мав титул графа, та його дружини Гелени Шембек. Діти:
- Міхал
- Гелена — друга дружина Теодора Дзержека, маршалка Могилівського повіту.
- Ян Непомуцен
- Анна[2]